# Agassizia urbicola
Agassizia urbicola là một loài bướm đêm trong họ Noctuidae.